# シュフラト・サフィン

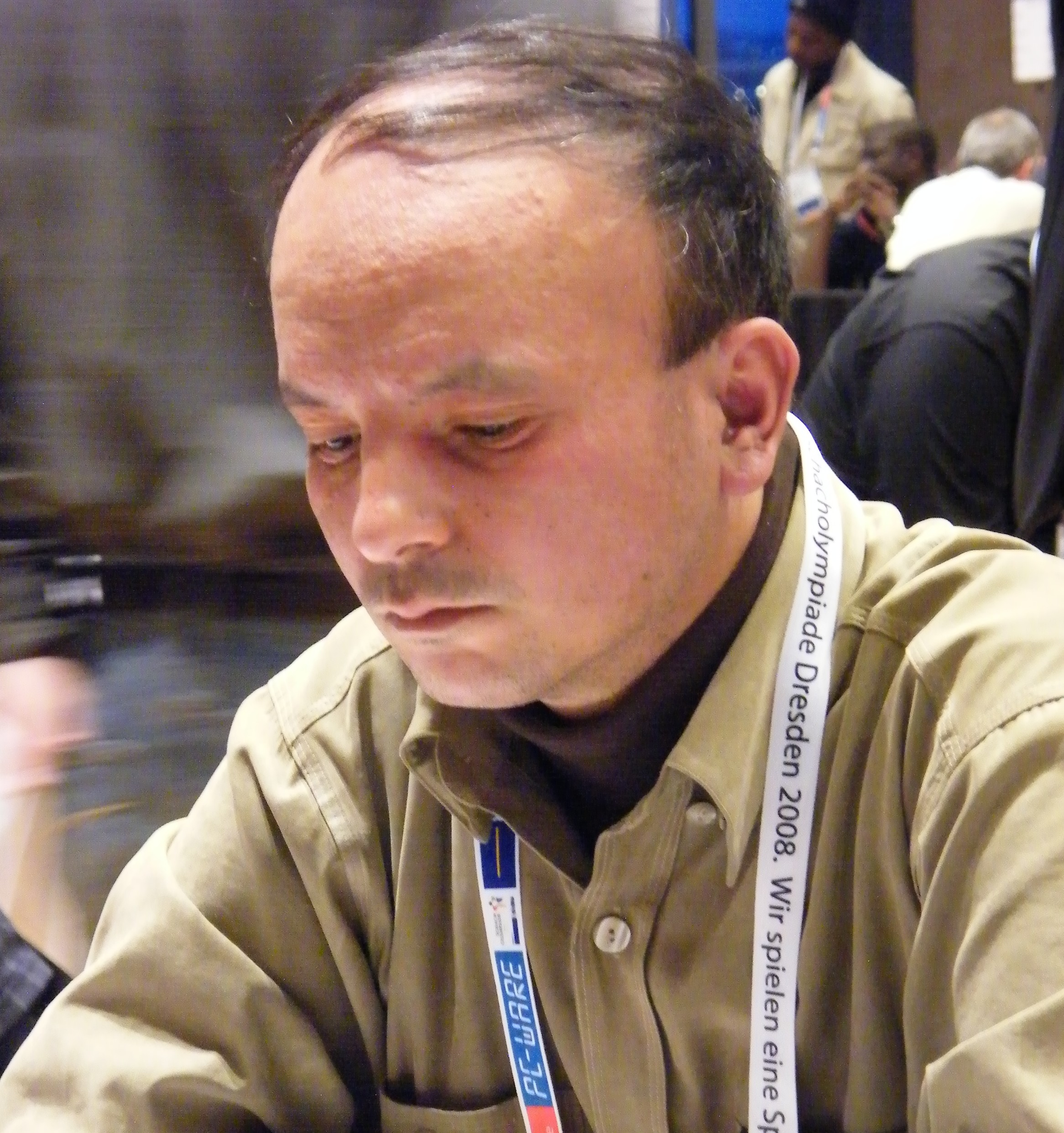
2008年にドレスデンで開催されたチェス・オリンピアードに出場した際のシュフラト・サフィン

シュフラト・サフィン（Shukhrat Safin、1970年4月3日 – 2009年9月20日）は、ウズベキスタンのサマルカンド出身のチェス選手。1999年より、グランドマスターに選ばれている。チェス・オリンピアードや世界チェス選手権にウズベキスタン代表として出場していた。
2009年9月20日、39歳の若さで白血病により亡くなった。
| スタブアイコン | サブスタブ | この項目は、まだ閲覧者の調べものの参照としては役立たない、人物に関連した書きかけの項目です。この項目を加筆・訂正などしてくださる協力者を求めています（P:人物伝/PJ:人物伝）。 |